# Universidade Gama Filho
A Universidade Gama Filho (UGF) foi uma instituição particular de ensino superior brasileira, sediada no bairro de Piedade, zona norte da cidade do Rio de Janeiro. Contava com a maior faculdade de medicina do país, além das faculdades de engenharia civil, engenharia elétrica, engenharia mecânica, arquitetura, direito, comunicação social, odontologia, serviço social, educação física, cursos de mestrado, MBAs e um sistema poliesportivo com grande atuação.

## História
Em 1939, o Colégio Piedade foi comprado pelo ministro Luiz Gama Filho. Ao redor deste colégio, mais tarde, seria criada a universidade. Em 1951, a Universidade Gama Filho foi fundada, com a abertura do curso de ciências jurídicas. Em 1965, foi aberto o curso de graduação em medicina.
A partir da década de 1970, a Gama Filho investiu em esportes de alto rendimento, montando equipes esportivas em diversas modalidades, e disputando competições de nível estadual e nacional.
Durante a década de 1980, a instituição já possuía cerca de 30 mil alunos.
A instituição chegou a ter um outro campus no Centro do Rio, próximo à Candelária.
Ainda na área esportiva, a Gama Filho produziu o Atlas do Esporte no Brasil após os jogos olímpicos de 2004.
Em 2011, anunciou o investimento de 17 milhões de reais na área esportiva.
Em dezembro de 2013, o Ministério da Educação (MEC) instaurou um processo administrativo contra a universidade, impedindo o ingresso de novos alunos, a elaboração de novos contratos de Financiamento Estudantil (FIES), de bolsas do Programa Universidade para Todos (ProUni) e a participação da universidade no Programa Nacional de Acesso ao Ensino Técnico e Emprego (Pronatec).
Em 13 de janeiro de 2014, atendendo à decisão tomada pela Secretaria de Regulação e Supervisão da Educação Superior, o MEC descredenciou a Universidade Gama Filho por apresentar grave comprometimento da situação econômico-financeira da mantenedora.

## Demolição e revitalização
Em 5 de abril de 2021, o prefeito do Rio de Janeiro, Eduardo Paes, anunciou que iria transformar aquele espaço em um grande centro de ensino e conhecimento. Essa transformação será viabilizada por meio de uma parceria com a Fecomércio-RJ, que construirá um centro cultural, esportivo e educacional em parte do terreno.
Entre outubro de 2022 e novembro de 2023, os 4 prédios da antiga Universidade Gama Filho foram demolidos para dar espaço à construção do Parque Piedade – projeto semelhante ao Parque Madureira – que ocupará uma área de 18 mil metros quadrados e contará com feiras e eventos, além de áreas de lazer, horta urbana, academia, pista de skate, campo de futebol e parque aquático com cachoeira artificial. O custo do projeto está estimado em mais de 65 milhões de reais. Desde o fechamento da universidade em 2014, o campus encontrava-se abandonado.